# Jean-Baptiste-Michel Colbert de Saint-Pouange

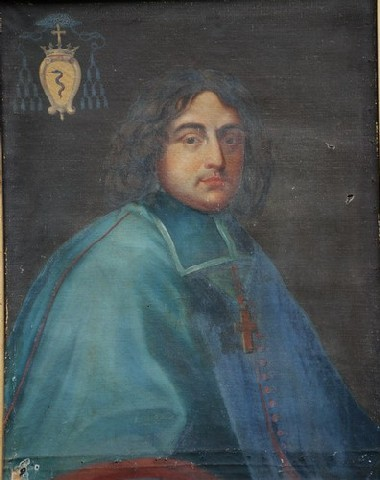
Portret van Jean-Baptiste-Michel Colbert de Saint-Pouange met zijn familiewapen

Jean-Baptiste-Michel (de) Colbert de Saint-Pouange (Parijs, 1640 – aldaar, 11 juli 1710) was een Frans rooms-katholiek priester. Hij was bisschop van Montauban (1675-1693) en aartsbisschop van Toulouse (1693-1710).

## Levensloop
Michel de Colbert was een neef van Jean-Baptiste Colbert, minister onder Lodewijk XIV van Frankrijk. In 1667 werd hij benoemd tot raadslid-klerk van het Parlement van Parijs. Hij werd in 1670 tot priester gewijd. Vier jaar later werd hij door koning Lodewijk XIV aangeduid als opvolger van Pierre de Berthier, de overleden bisschop van Montauban. Op 28 oktober 1675 werd hij tot bisschop gewijd.
In Montauban werkte hij nauw samen met de koninklijke intendant Nicolas-Joseph Foucault. Samen besloten ze tot de bouw van een algemeen ziekenhuis in de wijk Villenouvelle (1676). Bisschop de Colbert trok de kloosterorde van de Filles de la Charité aan om daar voor de zieken te zorgen. Hij lag ook aan de basis van de bouw van de nieuwe kathedraal en het nieuwe bisschoppelijk paleis. Verder zetten beide heren zich in om de talrijke protestanten in het bisdom weer onder de vleugels van de katholieke kerk te krijgen. Hierbij werden dwangmiddelen niet geschuwd.
In 1687 werd de Colbert aangeduid als nieuwe aartsbisschop van Toulouse, maar zijn pauselijke benoeming volgde pas in 1693. In Toulouse liet hij het aartsbisschoppelijk paleis verbouwen.

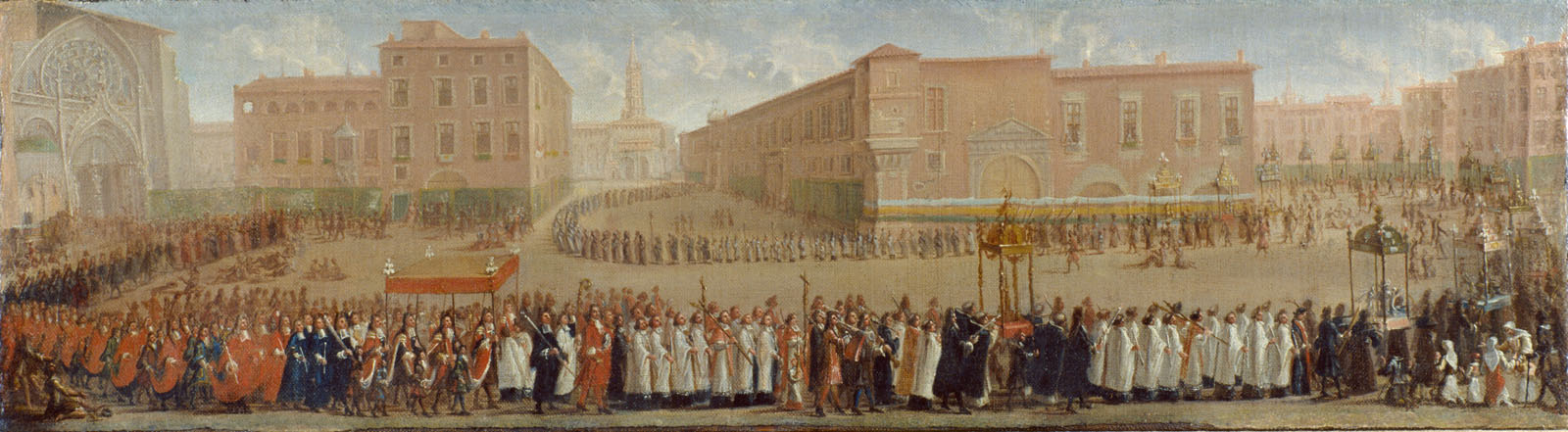
Procession des corps saints, Processie in Toulouse omstreeks 1700 (Jean Michel, Musée des Augustins, Toulouse)